# تيزدجان نايموفا
تيزدجان نايموفا (بالبلغارية: Тезджан Наимова)‏ هي عداءة مسافات قصيرة بلغارية من أصل تركي ولدت في يوم 1 مايو 1987 في بلدة بارفوماي في بلغاريا، إختصت في سباقات 60 و 100 و 200 متر، أصبحت مع إيفيت لالوفا منذ 2005 ممثلة بلغاريا في ألعاب القوى، في سنة 2009 تم إيقافها من قبل الاتحاد البلغاري لألعاب القوى لمدة سنتين بعد إكتشاف تناولها للمنشطات.

## روابط خارجية
- تيزدجان نايموفا على موقع الاتحاد الدولي لألعاب القوى (الإنجليزية)
- تيزدجان نايموفا على موقع اللجنة الأولمبية الدولية (الإنجليزية)
- تيزدجان نايموفا على موقع أوليمبيديا (الإنجليزية)